# Torpedo adenensis
Torpedo adenensis é uma espécie de peixe da família Torpedinidae.
É endémica do Iémen.
Os seus habitats naturais são: mar aberto.